# Schweizer Skimeisterschaften 1956
Die Schweizer Skimeisterschaften 1956 fanden am Sonntag, den 19. Februar 1956 in Escholzmatt und vom 1. bis zum 4. März 1956 in Gstaad statt. Ausgetragen wurden im Skilanglauf die Distanzen 15 km und 50 km sowie die 4 × 10-km-Staffel. Den 15-km-Lauf und den 50-km-Lauf gewann  Fritz Kocher. Zudem siegte die Staffel vom SC La Brévine. Das Skispringen gewann Andreas Däscher und die Nordische Kombination erstmals André Reymond. Im Ski Alpin wurden die Disziplinen Riesenslalom und Slalom ausgetragen. Bei den Männern triumphierte Raymond Fellay beim Riesenslalom und Georges Schneider beim Slalomrennen. Zudem siegte Fernand Grosjean abschliessend in der Kombination. Madeleine Berthod siegte bei den Frauen im Riesenslalom sowie in der Kombination und Renée Colliard im Slalom. Die Abfahrtsrennen wurden aufgrund von Dauerregen abgesagt.

## Skilanglauf

### 15 km
| Platz | Name                | Verein            | Zeit (min) |
| ----- | ------------------- | ----------------- | ---------- |
| 01    | Fritz Kocher        | Zürich-Altstetten | 52:36,0    |
| 02    | Michel Rey          | Les Cernets       | 53:17,3    |
| 03    | Werner Zwingli      | Zürich-Altstetten | 54:02,3    |
| 04    | Marcel Huguenin     | La Brévine        | 54:04,6    |
| 05    | Erwino Hari         | Adelboden         | 54:39,2    |
| 06    | Viktor Kronig       | Zermatt           | 54:42,6    |
| 07    | Louis-Charles Golay | Le Brassus        | 55:16,3    |
| 08    | Lorenz Possa        | Leukerbad         | 55:53,0    |
| 09    | Fredy Huguenin      | La Brévine        | 56:09,7    |
| 010   | André Reymond       | Le Brassus        | 56:30,6    |

Datum: Freitag, 2. März 1956 in Gstaad
 Erneut gewann Fritz Kocher mit 41 Sekunden Vorsprung vor Michel Rey und den Schweizer Meister von 1953 auf dieser Distanz Werner Zwingli. Es waren 170 Läufer am Start.

### 50 km
| Platz | Name             | Verein            | Zeit (std) |
| ----- | ---------------- | ----------------- | ---------- |
| 01    | Fritz Kocher     | Zürich-Altstetten | 2:57:13    |
| 02    | Marcel Huguenin  | SC La Brévine     | 3:01:12    |
| 03    | Fritz Zurbuchen  | SC Kandersteg     | 3:02:37    |
| 04    | Karl Hischier    | SC Obergoms       | 3:03:30    |
| 05    | Josef Schnyder   | SC Stoos          | 3:06:32    |
| 06    | Otto Beyeler     | Münsingen         | 3:06:45    |
| 07    | Christian Wenger | Zürich-Altstetten | 3:08:18    |
| 08    | Pierre Pichard   | Les Diablerets    | 3:10:54    |

Datum: Sonntag, 19. Februar 1956 in Escholzmatt

Wie in den beiden Vorjahren gewann Fritz Kocher aus Zürich-Altstetten mit einer Zeit von 2:57:13 Stunden vor Marcel Huguenin und Fritz Zurbuchen den Schweizer Meistertitel. Es nahmen 115 Läufer teil.

### 4 × 10 km Staffel
| Platz | Namen                                                               | Verein        | Zeit (std) |
| ----- | ------------------------------------------------------------------- | ------------- | ---------- |
| 01    | Fredy Huguenin Jean-Bernard Huguenin André Huguenin Marcel Huguenin | SC La Brévine | 2:40:35,5  |
| 02    | Louis-Charles Golay Jean-Pierre Vuilloud Jean Girard André Reymond  | SC Le Brassus | 2:46:41,7  |
| 03    | Conrad Hischier Bernhard Hischier Gregor Hischier Fredy Imfeld      | SC Obergoms   | 2:47:30,7  |

Datum: Samstag, 3. März 1956 in Gstaad 

## Nordische Kombination

### Einzel
| Platz | Name                | Ort        | Punkte |
| ----- | ------------------- | ---------- | ------ |
| 01    | André Reymond       | Le Brassus | 75,14  |
| 02    | Louis-Charles Golay | Le Brassus | 77,62  |
| 03    | Viktor Kronig       | Ste-Croix  | 91,46  |
| 04    | Raymond Bissat      | Ste-Croix  | 76,14  |
| 05    | Rudolf Bärtschi     | Adelboden  | 127,85 |
| 06    | Conrad Rochat       | Le Brassus | 134,93 |

Datum:  2. und 3. März 1956 in Gstaad
 André Reymond gewann vor Louis-Charles Golay und Viktor Kronig seinen ersten Schweizer Meistertitel in der Nordischen Kombination.

## Skispringen

### Normalschanze
| Platz | Name              | Verein       | Punkte |
| ----- | ----------------- | ------------ | ------ |
| 01    | Andreas Däscher   | Zürich       | 220,0  |
| 02    | Conrad Rochat     | Le Brassus   | 206,5  |
| 03    | Francis Perret    | Le Locle     | 204,0  |
| 04    | Gilbert Barrière  | Sainte-Croix | 200,6  |
| 05    | Fritz Tschannen   | SC Adelboden | 197,0  |
| 06    | Gottfried Brügger | SC Adelboden | 195,0  |
| 06    | Rudolf Bärtschi   | SC Adelboden | 195,0  |
| 08    | Gilbert Maylan    | Le Brassus   | 190,5  |

Datum: Sonntag, 4. März 1956 in Gstaad 

Andreas Däscher gewann auf der Mattenschanze mit Weiten von 57 und 63 Metern nach 1950, 1953 und 1954 seinen vierten Meistertitel. Es waren 80 Skispringer am Start.

## Ski Alpin

### Männer

#### Riesenslalom
| Platz | Name              | Verein        | Zeit (min) |
| ----- | ----------------- | ------------- | ---------- |
| 01    | Raymond Fellay    | Verbier       | 2:09,0     |
| 02    | Hans Forrer       | Wildhaus      | 2:09,7     |
| 03    | André Bonvin      | Crans         | 2:10,6     |
| 04    | Rupert Suter      | SC Stoos      | 2:10,8     |
| 05    | Fernand Grosjean  | Genf          | 2:11,1     |
| 06    | Georges Schneider | Château-d’Oex | 2:11,7     |

Datum: Donnerstag, 1. März 1956 in Gstaad

#### Slalom
| Platz | Name              | Verein        | Zeit (min) |
| ----- | ----------------- | ------------- | ---------- |
| 01    | Georges Schneider | Château-d’Oex | 2:03,5     |
| 02    | Fernand Grosjean  | Genf          | 2:04,1     |
| 03    | Rupert Suter      | SC Stoos      | 2:04,8     |
| 04    | Martin Julen      | Zermatt       | 2:09,6     |
| 05    | Raymond Fellay    | Verbier       | 2:10,0     |
| 06    | Roland Bläsi      | Lenzerheide   | 2:11,6     |

Datum: Sonntag, 4. März 1956 in Gstaad 

#### Kombination
Die Kombination wurde über eine Punktewertung aus den Ergebnissen von Riesenslalom und Slalom berechnet.
| Platz | Name              | Verein        | Punkte |
| ----- | ----------------- | ------------- | ------ |
| 01    | Fernand Grosjean  | Genf          | 1,87   |
| 02    | Rupert Suter      | SC Stoos      | 1,97   |
| 03    | Georges Schneider | Château-d’Oex | 2,02   |
| 04    | Raymond Fellay    | Verbier       | 3,14   |
| 05    | Martin Julen      | Zermatt       | 4,73   |

### Frauen

#### Riesenslalom
| Platz | Name                 | Verein        | Zeit (min) |
| ----- | -------------------- | ------------- | ---------- |
| 01    | Madeleine Berthod    | Château-d’Oex | 1:58,7     |
| 02    | Renée Colliard       | Genf          | 2:05,2     |
| 03    | Hedy Beeler          | SC Stoos      | 2:07,2     |
| 04    | Micheline Moillen    | Montreux      | 2:09,5     |
| 05    | Rosmarie Reichenbach | Gstaad        | 2:09,7     |
| 06    | Frieda Dänzer        | Adelboden     | 2:10,0     |

Datum: Donnerstag, 1. März 1956 in Gstaad

#### Slalom
| Platz | Name              | Verein        | Zeit (min) |
| ----- | ----------------- | ------------- | ---------- |
| 01    | Renée Colliard    | Genf          | 2:ß8,1     |
| 02    | Madeleine Berthod | Château-d’Oex | 2:11,6     |
| 03    | Micheline Moillen | Montreux      | 2:20,8     |
| 04    | Hedy Beeler       | SC Stoos      | 2:22,5     |
| 05    | Frieda Dänzer     | SC Adelboden  | 2:22,6     |
| 06    | Lily Grimm        | Wengen        | 2:22,9     |

Datum: Sonntag, 4. März 1956 in Gstaad 

#### Kombination
Die Kombination wurde über eine Punktewertung aus den Ergebnissen von Riesenslalom und Slalom berechnet.
| Platz | Name              | Verein        | Punkte |
| ----- | ----------------- | ------------- | ------ |
| 01    | Madeleine Berthod | Château-d’Oex | 1,64   |
| 02    | Renée Colliard    | Genf          | 5,28   |
| 03    | Hedy Beeler       | SC Stoos      | 13,67  |